# Ectropothecium mollissimum
Ectropothecium mollissimum är en bladmossart som beskrevs av Fleischer 1923. Ectropothecium mollissimum ingår i släktet Ectropothecium och familjen Hypnaceae. Inga underarter finns listade i Catalogue of Life.